# Bebnum
Bebnum ókori egyiptomi uralkodó volt a második átmeneti kor idején; Alsó-Egyiptomban uralkodott az i. e. 17. század eleje vagy közepe felé.

## Említései
Bebnum nevét egyedül a torinói királylista egy töredéke említi, melyről nehéz eldönteni, hol illeszkedik a dokumentumba, a papirusz rostjainak elemzése alapján azonban Ryholt a 9. oszlop 28. sorába illesztette be (Gardiner olvasata szerint ez a 9. oszlop 30. sora).

## Helye a kronológiában
Jürgen von Beckerath szerint Bebnum a XVI. dinasztiához tartozott, akik a hükszosz XV. dinasztia vazallusai voltak. Bebnum a dinasztia 14. uralkodója volt. Kim Ryholt ezzel nem ért egyet; a második átmeneti korról 1997-ben írt tanulmányában amellett érvel, hogy a XVI. dinasztia királyai egy független, thébai központú királyságot uraltak körülbelül i. e. 1650–1580 között. Ryholt a sémi nevet viselő Bebnumot a kánaáni eredetű XIV. dinasztia 34. uralkodójának tartja, és úgy véli, Avariszból uralkodott a Nílus-delta keleti részén, egyidőben a memphiszi központú XIII. dinasztiával.
Több egyiptológus, például Darrell Baker és Janine Bourriau meggyőzőnek tartja ezt az elméletet, mások, köztük Stephen Quirke azonban nem.

## Fordítás
- Ez a szócikk részben vagy egészben  a   Bebnum című angol Wikipédia-szócikk ezen változatának fordításán alapul.  Az eredeti cikk szerkesztőit annak laptörténete sorolja fel. Ez a jelzés csupán a megfogalmazás eredetét és a szerzői jogokat jelzi, nem szolgál a cikkben szereplő információk forrásmegjelöléseként.